# Silphiodaucus prutenicus
Silphiodaucus prutenicus es una especie de planta herbácea perteneciente a la familia Apiaceae.

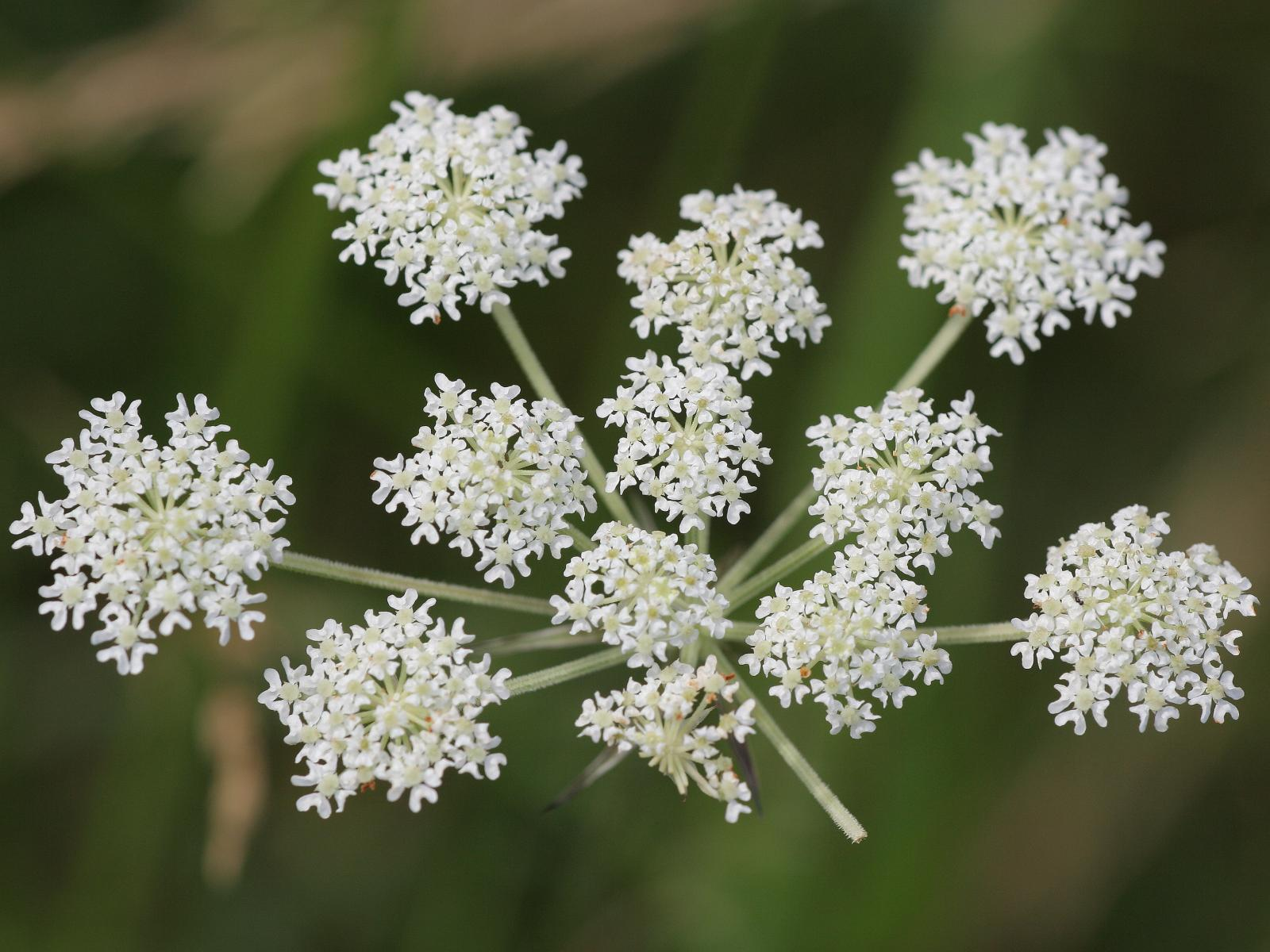
Inflorescencias

## Descripción
Difiere de Laserpitium latifolium en las umbelas primarias que tienen numerosas brácteas de márgenes pelosos (brácteas de márgenes no pelsosos en Laserpitium latifolium). bienal, pelosa, de hasta 1 m, de tallo delgado y angular, ramosa por arriba. Hojas inferiores 2-3 pinnadas, de lóbulos lanceolados a elípticos dentados, sentados o de pecíolo corto, de pelo hirsuto por debajo. Flores teñidas de blanco o amarillento, generalmente con 10-20 radios primarios en umbela; numerosas brácteas y bractéolas, lineal-lanceoladas, membranosas, deflexas. Fruto ampliamente elipsoide, con arrugas de pelo hirsuto. Florece a finales de primavera y en verano.

## Distribución y hábitat
Toda Europa, excepto Albania, Bélgica, Gran Bretaña, Dinamarca, Finlandia, Grecia, Irlanda, Holanda, Islandia, Noruega, Suecia y Turquía. Habita en lugares herbáceos y bosques.

## Taxonomía
La especie fue descrita originalmente como Laserpitium prutenicum por Carlos Linneo y publicado en Species Plantarum 1: 248, en 1753, actualmente es tanto un sinónimo como el basónimo de esta; y ulteriormente sería transferida al género Silphiodaucus por Krzysztof Spalik, Aneta Wojewódzka, Łukasz Banasiak, Marcin Piwczyńskiy y Jean-Pierre Reduron en Taxon 65(3): 579, en 2016.

#### Citología
Número de cromosomas de Silphiodaucus prutenicus y táxones infraespecíficos: n=11

#### Subsespecies
- Silphiodaucus prutenicus subsp. dufourianus (Rouy y E.G.Camus) Fern.Prieto, García Fresno, Sanna y Cires, 2017
- Silphiodaucus prutenicus subsp. prutenicus[1]

## Nombres comunes
- Castellano: comino rústico.[6]